# Championnats d'Afrique de lutte 1997
Navigation
Édition précédente Édition suivante
Les Championnats d'Afrique de lutte 1997 se déroulent en mai 1997 à Casablanca, au Maroc. 

## Podiums

### Lutte libre
| Catégories | Or                                  | Argent                      | Bronze               |
| ---------- | ----------------------------------- | --------------------------- | -------------------- |
| 54 kg      | Ali Mohamed Hassan Abu Taleb (EGY)  | Said Kedjaouar (ALG)        | Shaun Williams (RSA) |
| 58 kg      | Mohamed Amine Benhammadi (ALG)      | Hecha (EGY)                 | Jabeur Dridi (MAR)   |
| 63 kg      | Tarek Ibrahim (EGY)                 | Farid Hanoun (ALG)          | Noungomun (CIV)      |
| 69 kg      | Gideon Malherbe (RSA)               | Felix Malala Die Dion (SEN) | Yasser (EGY)         |
| 76 kg      | Ian du Toit (RSA)                   | Ahmed (EGY)                 | Sene Mactar (SEN)    |
| 85 kg      | Alioune Diouf (SEN)                 | Vincent Aka Akesse (CIV)    | Issam (EGY)          |
| 97 kg      | Mohamed Ali (EGY)                   | Abdel Aiz Essafoui (MAR)    |                      |
| 125 kg     | Hisham Abdelwahab Abdelmoamen (EGY) | Omran Elabdy (TUN)          | Ouldbouya (MAR)      |

### Lutte gréco-romaine
| Catégories | Or                                 | Argent                    | Bronze                |
| ---------- | ---------------------------------- | ------------------------- | --------------------- |
| 54 kg      | Ashraf Meligy El Garably (EGY)     | Souibgui (TUN)            | Mohamed Saadi (ALG)   |
| 58 kg      | Khasahab Saber (EGY)               | Moukim (MAR)              | Nabil Salhi (TUN)     |
| 63 kg      | Brian Coats (RSA)                  | Walid (EGY)               | Khaled Madmoun (MAR)  |
| 69 kg      | Magdi (ALG)                        | Boumahdi (MAR)            | Hani (ALG)            |
| 76 kg      | Karam Mohammed Gaber Ibragim (EGY) | Youcef Bouguerra (ALG)    | Ernest Malherbe (RSA) |
| 85 kg      | Hosny Aiman (EGY)                  | Sofiane Ouadjnia (ALG)    | Amor Bach Hamba (TUN) |
| 97 kg      | Mohie Abd Hares (EGY)              | Abdel Aziz Essafoui (MAR) | Mohamed Naduar (TUN)  |
| 125 kg     | Omrane Ayari (TUN)                 | Hossine (EGY)             | Ouldbouya (MAR)       |

### Tableau des médailles
- pour le style gréco-romain : voici le tableau qui est paru sur le quotidien algérien Echaab du dimanche 11 mai 1997 page 20 :
- 1er Égypte 6 or-2 argent 0 brz ; 2e- Tunisie 1or-1argent-3 brz ; afs 1or-0arg -1brz ; 4e- Maroc 0 or - 3arg- 2brz ; 5e- Algérie 0 or- 2 arg - 2 brz .

### Lutte féminine
| Catégories | Or                      | Argent                 | Bronze                      |
| ---------- | ----------------------- | ---------------------- | --------------------------- |
| 46 kg      | Bouchra Melouany (MAR)  | Aicha Kaba (GUI)       | Nour El Houda Bejaoui (TUN) |
| 51 kg      | Salma Ferchichi (TUN)   | Assin Evrine (SEN)     | Rajaa Nafir (MAR)           |
| 56 kg      | Adline Diamacoune (SEN) | Bouchra Boutayeb (MAR) | Sihem Boudchiche (ALG)      |
| 62 kg      | Asmaa Eddahar (MAR)     | Zaraa Raouafi (TUN)    | Djehi Natacha Djedje (CIV)  |
| 68 kg      | Rim Garram (TUN)        | Haifd Semlali (MAR)    | Telly Diallo Mariama (GUI)  |
| 75 kg      | Saida Riabi (TUN)       | Keltoum Sajidi (MAR)   | Marie Nicole Diédhiou (SEN) |